# Троисдорф
Троисдорф (њем. Troisdorf) град је у њемачкој савезној држави Северна Рајна-Вестфалија. Једно је од 19 општинских средишта округа Рајн-Зиг. Према процјени из 2010. у граду је живјело 75.006 становника. Посједује регионалну шифру (AGS) 5382068, NUTS (DEA2C) и LOCODE (DE TRO) код.

## Географски и демографски подаци
Троисдорф се налази у савезној држави Северна Рајна-Вестфалија у округу Рајн-Зиг. Град се налази на надморској висини од 55 метара. Површина општине износи 62,2 km². У самом граду је, према процјени из 2010. године, живјело 75.006 становника. Просјечна густина становништва износи 1.206 становника/km².

## Међународна сарадња
| Мјесто  | Држава               | Врста сарадње | Од    |
| ------- | -------------------- | ------------- | ----- |
| Нантунг | Кина                 | партнерство   | 2004. |
| Керкира | Грчка                | партнерство   | 1996. |
| Редкар  | Уједињено Краљевство | партнерство   | 1993. |
|         | Француска            | партнерство   | 1972. |
| Генк    | Белгија              | партнерство   | 1993. |
|         | Турска               | партнерство   | 2005. |
| Извор   |                      |               |       |